# Volto di donna
Volto di donna (A Woman's Face) è un film noir del 1941 diretto da George Cukor.
È ispirato al dramma Il était une fois di Francis de Croisset (1932). È il remake di En Kvinnas ansikte (1938) dello svedese Gustaf Molander, interpretato da Ingrid Bergman.

## Trama

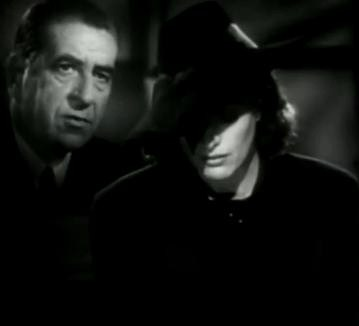
Joan Crawford in una scena

Anna Holm è una giovane donna col viso orribilmente deturpato. Quando era bambina è rimasta vittima di un incendio appiccato alla casa dal padre ubriaco e le fiamme l'hanno sfigurata nella parte destra del viso. 
Lo sfregio l'ha segnata non solo in volto ma anche nel carattere, sentendosi emarginata e umiliata dai suoi simili, per questo disprezza il mondo e gli uomini. Anna è però una donna dura e determinata, sola e chiusa nel suo odio, ha trovato motivo di riscatto e di affermazione personale guidando una banda di ricattatori. Ma l'amore le manca immensamente, tanto quanto detesta la bellezza nelle altre donne. Arrestata per i suoi crimini, viene processata. Il racconto della sua storia inizia proprio qui e si compone - attraverso la tecnica del flashback - delle testimonianze di chi, avendola conosciuta, è chiamato in aula a dare il suo contributo alla ricerca della verità.
L'ultima e fatale vittima dei ricatti di Anna è Vera Segert, bella e infedele moglie del dottor Gustav Segert. La banda entra in possesso di alcune lettere indirizzate al suo amante e la ricatta. Anna ha un motivo in più per chiedere un prezzo alto: odia Vera perché ha un bel viso e piace agli uomini. Andata personalmente a riscuotere la contropartita viene sorpresa dal marito. Vera riesce a evitare che lui chiami la polizia ed è pronta a lasciar andare Anna senza ulteriori complicazioni. Ironia della sorte, il dottor Segert è un abile chirurgo plastico; vede lo sfregio sul volto di Anna e si offre di operarla.
Questa linea narrativa si intreccia con quella della relazione fra Anna ed Erik Barring, un uomo di belle maniere che frequenta l'alta società ma è spiantato e vive d'espedienti. A differenza degli altri uomini, fin dal primo incontro non respinge Anna a causa del suo aspetto, anzi, pare apprezzarla così com'è. E Anna se ne innamora, pur essendo trattenuta dalla profonda vergogna che prova per il suo viso deturpato. Comprensibilmente, la prospettiva apertale dal dottor Segert di tornare alla bellezza di prima e di poter davvero piacere a Erik le cambia la vita e decide di sottoporsi a ben 12 interventi di chirurgia plastica in Svizzera. Il risultato è sorprendente: la scienza le restituisce il suo vero volto. Raggiante, Anna va da Erik e si mostra a viso aperto. Quella stessa sera, cementata la loro unione, apprende che Erik è nipote di un ricco zio console, ormai anziano, che ha come primo erede il nipotino di 4 anni. Insieme, concepiscono l'atroce piano di uccidere il bambino per mettere le mani sull'eredità: Anna si farà assumere, sotto falso nome, come baby-sitter e il bimbo scivolerà per accidente dalle cascate che si trovano vicino alla casa di montagna in cui vive.

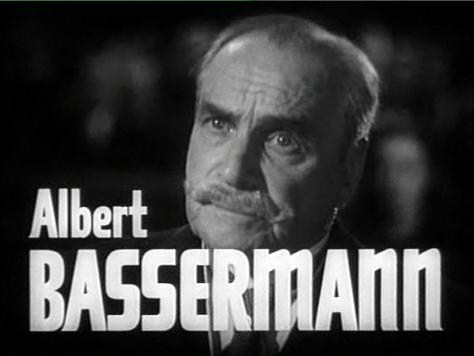
Albert Bassermann nel trailer

Anna dunque diventa la nuova bambinaia del piccolo Asterio sotto il falso nome di Ingrid Polsen e si trasferisce nella bella magione di montagna dove il bimbo vive insieme al nonno e alla governante. Anna non vorrebbe affezionarsi ad Asterio ma lui la conquista e anche la vita agiata di campagna le porta una imprevista serenità, al punto che quando Erik va a trovare lo zio e la incontra lei appare turbata: inizia a vivere il conflitto fra la fedeltà al suo uomo e al suo piano omicida e l'amore per il bambino e per una vita normale. Erik le fa molta pressione. Il caso vuole che allo stesso ricevimento arrivi, ospite, il dottor Segert, che si rallegra con Anna per il suo promettente cambiamento di vita. Al tempo stesso però Segert inizia a covare qualche sospetto sul legame fra Anna ed Erik e sulle intenzioni criminali dei due. Il mattino dopo Segert segue a distanza Anna che va in funivia a vedere le cascate con Asterio. La donna prova a dar corso ai suoi propositi buttando il piccolo di sotto ma alla fine non ci riesce. Anna è sempre più lacerata fra l'amore per Erik, che la vuole trascinare sulla strada della perdizione, e l'attrazione per il dottor Segert che invece la vuole salvare. La mattina dopo viene organizzata una corsa con le slitte. Anna va col dottor Segert ma Asterio è affidato a Erik, determinato ad ucciderlo. Quando Anna si rende conto che Erik sta andando alla cascata, capisce quanto sia pazzo e cattivo: pentita, confessa tutto al dottore e gli chiede di correre dietro alla slitta di Erik per salvare il piccolo. Non riuscendo a raggiungerlo, Anna tira fuori dalla borsetta una pistola e spara all'uomo, uccidendolo.
La corte non è convinta che Anna sia innocente: la testimonianza decisiva della governante infine la scagiona, facendo luce sulle sue reali intenzioni. Contestualmente il dottor Segert si avvicina ad Anna che trova il coraggio di dichiarare il suo amore per lui.

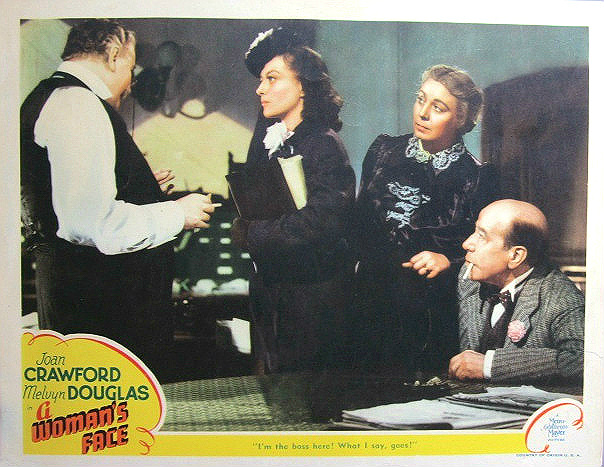
Poster del film

## Distribuzione
Il film venne presentato in prima a New York il 15 maggio 1941 uscendo nelle sale USA il 23 maggio.